# Cantharellus ferruginascens
Cantharellus ferruginascens é uma espécie de fungo pertencente à família Cantharellaceae.